# Pro Basketball League 2020-21
La Pro Basketball League 2020-21, conocida por motivos de patrocinio como EuroMillions Basketball League, será la edición número 94 de la Pro Basketball League, la primera división del baloncesto profesional de Bélgica. Dio comienzo el 6 de noviembre de 2020 y la temporada regular se extendió hasta el 14 de mayo de 2021, finalizando el 9 de junio los playoffs, con la victoria del Filou Oostende, que lograba su vigésimo segundo título.

### Equipos 2020-2021 y localización
Los diez equipos de la temporada pasada repitieron en ésta. Para la primera fase fueron divididos en dos grupos de cinco, de acuerdo con la clasificación de la temporada anterior. Así, los equipos clasificados en las posiciones 1, 3, 5, 7 y 9 de la temporada 2019-20 forman parte del grupo A, y el resto del grupo B.
| Club                       | Ciudad    | Pabellón                      | Capacidad |
| -------------------------- | --------- | ----------------------------- | --------- |
| Basic-Fit Brussels         | Bruselas  | Piscine de Neder-Over-Hembeek | 1200      |
| Belfius Mons-Hainaut       | Mons      | Mons Arena                    | 4000      |
| VOO Liège                  | Liège     | Country Hall Ethias           | 5000      |
| Crelan Okapi Aalstar       | Aalst     | Okapi Forum                   | 2800      |
| Hubo Limburg United        | Hasselt   | Alverberg Sporthal            | 1730      |
| Kangoeroes Mechelen        | Mechelen  | Winketaai                     | 1500      |
| Filou Oostende             | Ostend    | Sleuyter Arena                | 5000      |
| Proximus Spirou            | Charleroi | Spiroudome                    | 6200      |
| Stella Artois Leuven Bears | Leuven    | Sportoase                     | 3400      |
| Telenet Giants Antwerp     | Antwerp   | Lotto Arena                   | 5218      |

## Temporada regular

### Primera ronda
| | Equipo                 | J | G | P | Puntos | PF  | PC  | DP   |
| --- | ---------------------- | - | - | - | ------ | --- | --- | ---- |
| 1 | Filou Oostende         | 8 | 8 | 0 | 16     | 706 | 558 | +148 |
| 2 | Telenet Giants Antwerp | 8 | 6 | 2 | 14     | 634 | 592 | +42  |
| 3 | Phoenix Brussels       | 8 | 2 | 6 | 10     | 606 | 657 | -51  |
| 4 | Spirou                 | 8 | 2 | 6 | 10     | 619 | 661 | -42  |
| 5 | Kangoeroes Mechelen    | 8 | 2 | 6 | 10     | 579 | 676 | -97  |
| Fuente: Clasificación de la Euromillions Basketball League Archivado el 12 de octubre de 2020 en Wayback Machine. |                        |   |   |   |        |     |     |      |

| | Equipo                     | J | G | P | Puntos | PF  | PC  | DP  |
| --- | -------------------------- | - | - | - | ------ | --- | --- | --- |
| 1 | Belfius Mons-Hainaut       | 8 | 7 | 1 | 15     | 599 | 557 | +42 |
| 2 | Hubo Limburg United        | 8 | 6 | 2 | 14     | 625 | 574 | +51 |
| 3 | Crelan Okapi Aalstar       | 8 | 3 | 5 | 11     | 598 | 577 | +21 |
| 4 | VOO Liège                  | 8 | 2 | 6 | 10     | 578 | 631 | -53 |
| 5 | Stella Artois Leuven Bears | 8 | 2 | 6 | 10     | 564 | 625 | -61 |
| Fuente: Clasificación de la Euromillions Basketball League Archivado el 12 de octubre de 2020 en Wayback Machine. |                            |   |   |   |        |     |     |     |

### Segunda ronda
| | Equipo                     | J  | G  | P  | Puntos | PF   | PC   | DP   |
| --- | -------------------------- | -- | -- | -- | ------ | ---- | ---- | ---- |
| 1 | Filou Oostende             | 25 | 20 | 5  | 45     | 1367 | 1165 | +202 |
| 2 | Belfius Mons-Hainaut       | 25 | 20 | 5  | 45     | 1270 | 1204 | +66  |
| 3 | Telenet Giants Antwerp     | 25 | 16 | 9  | 41     | 1462 | 1350 | +112 |
| 4 | Crelan Okapi Aalstar       | 25 | 16 | 9  | 41     | 1493 | 1273 | +220 |
| 5 | Hubo Limburg United        | 25 | 14 | 11 | 39     | 1340 | 1289 | +51  |
| 6 | Stella Artois Leuven Bears | 25 | 11 | 14 | 36     | 1314 | 1311 | +3   |
| 7 | Kangoeroes Mechelen        | 25 | 9  | 16 | 34     | 1269 | 1327 | -58  |
| 8 | Spirou                     | 25 | 9  | 16 | 34     | 1235 | 1363 | -128 |
| 9 | VOO Liège                  | 25 | 6  | 19 | 31     | 1201 | 1431 | -230 |
| 10 | Phoenix Brussels           | 25 | 4  | 21 | 29     | 1231 | 1469 | -238 |
| Fuente: Clasificación de la Euromillions Basketball League (enlace roto disponible en Internet Archive; véase el historial, la primera versión y la última).; actualización automática |                            |    |    |    |        |      |      |      |

## Playoffs
|  | Cuartos de final           | Cuartos de final           | Cuartos de final           | Cuartos de final           | Cuartos de final    | Cuartos de final |                      |                      | Semifinales          | Semifinales    | Semifinales | Semifinales | Semifinales | Semifinales |  |  | Finales | Finales | Finales | Finales | Finales | Finales |
|  |                            |                            |                            |                            |                     |                  |                      |                      |                      |                |             |             |             |             |  |  |         |         |         |         |         |         |
|  |                            |                            |                            |                            |                     |                  |                      |                      |                      |                |             |             |             |             |  |  |         |         |         |         |         |         |
|  |                            |                            |                            |                            |                     |                  |                      |                      |                      |                |             |             |             |             |  |  |         |         |         |         |         |         |
|  | Filou Oostende             | Filou Oostende             | Filou Oostende             | Filou Oostende             | 86                  | 85               |                      |                      |                      |                |             |             |             |             |  |  |         |         |         |         |         |         |
|  | Filou Oostende             | Filou Oostende             | Filou Oostende             | Filou Oostende             | 86                  | 85               |                      |                      |                      |                |             |             |             |             |  |  |         |         |         |         |         |         |
|  | Spirou Basket              | Spirou Basket              | Spirou Basket              | Spirou Basket              | 74                  | 51               |                      |                      |                      |                |             |             |             |             |  |  |         |         |         |         |         |         |
|  | Spirou Basket              | Spirou Basket              | Spirou Basket              | Spirou Basket              | 74                  | 51               | Filou Oostende       | Filou Oostende       | Filou Oostende       | Filou Oostende | 84          | 87          |             |             |  |  |         |         |         |         |         |         |
|  |                            |                            |                            |                            |                     |                  | Filou Oostende       | Filou Oostende       | Filou Oostende       | Filou Oostende | 84          | 87          |             |             |  |  |         |         |         |         |         |         |
|  |                            | Hubo Limburg United        | Hubo Limburg United        | Hubo Limburg United        | Hubo Limburg United | 55               | 60                   |                      |                      |                |             |             |             |             |  |  |         |         |         |         |         |         |
|  | Okapi Aalst                | Okapi Aalst                | Okapi Aalst                | Hubo Limburg United        | Hubo Limburg United | 55               | 60                   | 77                   | 81                   | 85             |             |             |             |             |  |  |         |         |         |         |         |         |
|  | Okapi Aalst                | Okapi Aalst                | Okapi Aalst                |                            |                     |                  |                      |                      |                      | 85             |             |             |             |             |  |  |         |         |         |         |         |         |
|  | Hubo Limburg United        | Hubo Limburg United        | Hubo Limburg United        | 68                         | 86                  | 90               |                      |                      |                      |                |             |             |             |             |  |  |         |         |         |         |         |         |
|  | Hubo Limburg United        | Hubo Limburg United        | Hubo Limburg United        | 68                         | 86                  | 90               | Filou Oostende       | Filou Oostende       | 68                   | 59             | 74          | 69          |             |             |  |  |         |         |         |         |         |         |
|  |                            |                            |                            |                            |                     |                  | Filou Oostende       | Filou Oostende       | 68                   | 59             | 74          | 69          |             |             |  |  |         |         |         |         |         |         |
|  |                            | Belfius Mons-Hainaut       | Belfius Mons-Hainaut       | 65                         | 71                  | 68               | 62                   |                      |                      |                |             |             |             |             |  |  |         |         |         |         |         |         |
|  | Belfius Mons-Hainaut       | Belfius Mons-Hainaut       | Belfius Mons-Hainaut       | Belfius Mons-Hainaut       | 71                  | 68               | 62                   | 84                   | 85                   |                |             |             |             |             |  |  |         |         |         |         |         |         |
|  | Belfius Mons-Hainaut       | Belfius Mons-Hainaut       | Belfius Mons-Hainaut       | Belfius Mons-Hainaut       |                     |                  |                      |                      |                      |                |             |             |             |             |  |  |         |         |         |         |         |         |
|  | Kangoeroes Mechelen        | Kangoeroes Mechelen        | Kangoeroes Mechelen        | Kangoeroes Mechelen        | 60                  | 70               |                      |                      |                      |                |             |             |             |             |  |  |         |         |         |         |         |         |
|  | Kangoeroes Mechelen        | Kangoeroes Mechelen        | Kangoeroes Mechelen        | Kangoeroes Mechelen        | 60                  | 70               | Belfius Mons-Hainaut | Belfius Mons-Hainaut | Belfius Mons-Hainaut | 75             | 74          | 86          |             |             |  |  |         |         |         |         |         |         |
|  |                            |                            |                            |                            |                     |                  | Belfius Mons-Hainaut | Belfius Mons-Hainaut | Belfius Mons-Hainaut | 75             | 74          | 86          |             |             |  |  |         |         |         |         |         |         |
|  |                            | Telenet Giants Antwerp     | Telenet Giants Antwerp     | Telenet Giants Antwerp     | 64                  | 86               | 76                   |                      |                      |                |             |             |             |             |  |  |         |         |         |         |         |         |
|  | Telenet Giants Antwerp     | Telenet Giants Antwerp     | Telenet Giants Antwerp     | Telenet Giants Antwerp     | 64                  | 86               | 76                   | 82                   | 92                   |                |             |             |             |             |  |  |         |         |         |         |         |         |
|  | Telenet Giants Antwerp     | Telenet Giants Antwerp     | Telenet Giants Antwerp     | Telenet Giants Antwerp     |                     |                  |                      |                      |                      |                |             |             |             |             |  |  |         |         |         |         |         |         |
|  | Stella Artois Leuven Bears | Stella Artois Leuven Bears | Stella Artois Leuven Bears | Stella Artois Leuven Bears | 63                  | 62               |                      |                      |                      |                |             |             |             |             |  |  |         |         |         |         |         |         |
|  | Stella Artois Leuven Bears | Stella Artois Leuven Bears | Stella Artois Leuven Bears | Stella Artois Leuven Bears | 63                  | 62               |                      |                      |                      |                |             |             |             |             |  |  |         |         |         |         |         |         |